# (3647) Dermott
Pour les articles homonymes, voir Dermott.
(3647) Dermott est un astéroïde de la ceinture principale.

## Description
(3647) Dermott est un astéroïde de la ceinture principale. Il fut découvert le 11 janvier 1986 à la station Anderson Mesa par Edward L. G. Bowell. Il présente une orbite caractérisée par un demi-grand axe de 2,80 UA, une excentricité de 0,10 et une inclinaison de 8,0° par rapport à l'écliptique.

## Compléments